# استعادة القراءة
قراءة الانتعاش هوعبارة عن تدخل مدرسي قصير الأجل مصمم للأطفال الذين تتراوح أعمارهم بين الخامسة أو السادسة، والذين يعتبرون أقل إنجازات في تعلم القراءة والكتابة بعد السنة الأولى من دراستهم. على سبيل المثال، الطفل غير القادر على قراءة أبسط الكتب أو كتابة اسمه، بعد عام دراسي، سيكون مناسبًا للإحالة إلى برنامج استعادة القراءة. ينطوي التدخل على دروس مكثفة فردية لمدة 30 دقيقة في اليوم مع معلم متخصص في محو الأمية، وتكون استعادة القراءة في مدة تتراوح بين 12أسبوع و 20 أسبوع.
تم تطوير استعادة القراءة من قبل المعلم النيوزيلندي ماري كلاي. بعد مشاهدات طويلة من القراء في وقت مبكر، عرف كلاي القراءة على أنها رسالة، ومن خلالها يتم الحصول على نشاط حل المشكلات، والكتابة كأنشطة إرسال الرسائل. اقترح كلاي أن كلا النشاطين ينطويان على ربط الأنماط غير المرئية للغة الشفوية بالرموز المرئية.
 قراءة الانتعاش هو تطبيق للمبادئ التعليمية وهي لغة كاملة لتلبية احتياجات القراء المتعثرين.

## وصف البرنامج
يحدد مزيج من حكم المعلمين وإجراءات التقييم المنتظم هؤلاء الأطفال الأقل إنجازات الذين تم تصميم «استعادة القراءة» لهم. يتم تحديد الأطفال الأقل أداءً (الذين تتراوح أعمارهم من 5 إلى 6سنوات اعتمادًا على السياق) من خلال سلسلة متعددة من أدوات التقييم التي تغطي القراءة؛ بمجرد تحديد هوية الطفل وإحالته إلى برنامج استعادة القراءة، يتم تطوير التدخل. يختلف التدخل عن كل طفل والسبب في ذلك الفروق الفردية بين الأطفال، ويقيّم ما يعرفه الطفل وما يحتاج إلى تعلمه بعد ذلك.
محور كل درس هو فهم وبناء «الرسائل» من خلال دروس يومية لمدة 30 دقيقة مصممة بشكل فردي وتسليمها من قبل مدرّبين بشكل خاص. بالاعتماد على تدريبهم، يقوم مدرسو استعادة القراءة باتخاذ قرارات فورية لدعم تعلم الطفل. خلال كل درس، يقرأ الأطفال العديد من الكتب الصغيرة. وتشمل هذه الكتب من كتابين إلى ثلاثة كتب مألوفة، وهي إعادة قراءة الكتاب الجديد في اليوم السابق وإدخال وقراءة قصة جديدة. يأخذ المعلمون سجلاًمن الكتاب الجديد في اليوم السابق لتحليل استقلالية الطفل وسلوك القراءة. كما يقوم الأطفال بتأليف وكتابة وقراءة رسائلهم أو قصصهم الخاصة.

## الهدف من البرنامج
التدخل هو عبارة عن قيام معلم متخصص في محو الأمية للأطفال بدراسة مشكلة تأخر تحصيل الطفل مقارنة بأقرانة والهدف من التدخل هو جعل الأطفال يصلون إلى مستوى أقرانهم وتقديم المساعدة التي يحتاجونها لتطوير استراتيجيات مستقلة للقراءة والكتابة. بمجرد قراءتها وكتابتها بمستوى مكافئ لأقرانهم، يتم إيقاف سلسلة الدروس الخاصة بهم.
لا يُقصد من هذا التدخل أن يكون بديلاً للتدريس في الفصول الدراسية، ولكنه مكمل، لتمكين الأطفال من المشاركة في برنامج الفصل الدراسي.

## التطوير المهني للمعلمين
من المكونات الأساسية لبرنامج استعادة القراءة هو تدريب المعلمين الذين يقدمون التعليمات للأطفال. یتعلم مدرسو استعادة القراءة مراقبة وتحلیل وتفسیر سلوکیات القراءة والکتابة للطلاب الفردین وتصمیم وتنفیذ برنامج فردي لتلبیة احتیاجات کل طالب. مثلما ينخرط أطفال برنامج القراءة في التعلم من خلال التفاعل الاجتماعي مع المعلم، يشاركو في التعلم من خلال التفاعل الاجتماعي مع زملائهم ومرشديهم من أجل تكوين رؤية للتعلم والتعليم تدعم تنمية معرفة القراءة والكتابة. 
قراءة الانتعاش لديها واحدة من أفضل بروتوكولات التطوير المهني في مجال القراءة البداية.

## برامج استعادة القراءة في الدول
```
تم نشر «انتعاش القراءة» حول عدد من البلدان الناطقة 
باللغة الإنجليزية
. عبارة «استعادة القراءة» هي 
علامة تجارية
 مسجلة تحملها ماري كلاي في 
نيوزيلندا
، مع جامعة ولاية أوهايو في 
الولايات المتحدة
.
```